# Блицкриг (игра)
«Блицкри́г» — компьютерная игра, военная стратегия в реальном времени, разработанная Nival Interactive и выпущенная компанией 1С 28 марта 2003 года.
К игре появилось несколько дополнений: «Блицкриг: смертельная схватка» — с 1 по 5, «Операция „Север“» — по мотивам блокады Ленинграда, «Блицкриг: Пылающий горизонт» — кампания за Роммеля, «Блицкриг. Рокот бури» — кампания за Паттона. Также на движке игры было создано большое количество игр: «Карибский кризис», «Сталинград», «Койоты: Закон Пустыни», «Talvisota: Ледяной ад», «Первая Мировая (World War I)».
Сергей Орловский опубликовал исходный код в апреле 2025 года, спустя 22 года после выпуска игры, разрешив использование только в некоммерческих целях.
В 2005 году вышла вторая часть, в 2017 году — «Блицкриг 3».

## Игровой процесс
«Блицкриг» — стратегия в реальном времени. В отличие от большинства аналогов, в игре не предусмотрено строительство баз, однако возможен их захват. Это особенно имеет значение в таких миссиях, где игрок собственной базы изначально не имеет.
Как правило, в начале миссии игроку дается определенное количество техники и пехоты. Иногда в ходе миссии, при достижении промежуточных целей, может прибывать подкрепление.
В игре есть два режима игры — одиночная кампания и игра по сети.
Игроку надо иметь в виду, что алгоритм поиска/выбора маршрутов «искусственным интеллектом» очень далек от совершенства, и без постоянного контроля игрока его боевые и вспомогательные единицы будут часто стремиться к самоубийству через неожиданное для «командира» вылезание на позиции противника.
За удачное выполнение заданий, игрок получает опыт и таким образом становится ближе к следующему званию. Для СССР и Союзников это капитан, майор, подполковник, полковник и генерал-майор (100 % карьеры). Для Германии: капитан, майор, лейтенант-оберст, оберст и генерал-майор. Звания — не просто звезда на виртуальном погоне. Это еще и количество танков и артиллерии под управлением игрока. Например, у полковника под контролем вдвое больше танков и пушек, чем у майора. Всего в игре существует восемь званий.
Уничтожая врагов, боевые единицы приобретают опыт. Как только опыт достигает определенного предела, происходит подъем «уровня» (визуально при этом боевая единица на мгновение вспыхивает ярким белым цветом). Всего уровней четыре. С ростом уровня возрастают скорость передвижения, скорость перезарядки, скорость наведения на цель, дальность и точность стрельбы. По сравнению с танком первого уровня, танк четвертого уровня двигается лишь на 10 % быстрее, а стреляет на 5 % точнее и дальше.
Отличительной особенностью игры является наличие энциклопедии вооружений. В «Блицкриге» отсутствует нацистская свастика.
В некотором отношении историческая достоверность уступает игровому балансу и развлекательности, например, может появляться боевая техника, которая в то время не могла быть у воюющих сторон.

## Сюжет
Сюжет игры основан на событиях Второй мировой войны. Игроку предлагается пройти кампании за Советский Союз, нацистскую Германию и за Союзников (британские и американские войска). В игре присутствуют и неигровые фракции: фашистская Италия (появляется в качестве противника в североафриканской кампании за союзников), финские войска (в советской кампании), вооружённые силы Франции и Польши (в немецкой кампании). Каждая кампания состоит из нескольких глав, охватывающих определенный этап войны.
Все миссии разделены на два типа — «исторические», созданные в соответствии с историческими событиями, и «произвольные», в которых игроку предлагаются стандартные задания: взятие городка, захват вражеского склада, и т. д. Совокупность пройденных произвольных миссий влияет на получение опыта в личном деле игрока, за них выдаётся призовая техника, которая является недоступной в текущей главе (и частично станет доступна в следующей).
В игре воссозданы более 40 образцов пехоты и 200 образцов реальной военной техники, участвовавшей в боевых действиях.

## Оценки
| Сводный рейтинг       | Сводный рейтинг |
| Агрегатор             | Оценка          |
| --------------------- | --------------- |
| GameRankings          | 80,21 %         |
| Metacritic            | 74/100          |
| MobyRank              | 79 % (PС)       |
| Иноязычные издания    |                 |
| Издание               | Оценка          |
| GameSpot              | [ 6 ]           |
| GameSpy               | 69/100          |
| GameZone              | 8,9/10          |
| IGN                   | 8,2/10          |
| Jeuxvideo.com         | 17/20           |
| Русскоязычные издания |                 |
| Издание               | Оценка          |
| Absolute Games        | 70 %            |
| PlayGround.ru         | 9/10            |

| Сводный рейтинг | Сводный рейтинг |
| Агрегатор       | Оценка          |
| --------------- | --------------- |
| GameRankings    | 71,00 %         |

Игра получила «смешанные отзывы», согласно сайту-агрегатору Metacritic. «Игромания» включила «Блицкриг» в список отечественных игр, «в которые должен сыграть каждый».